# جاك بيترسن
جاك بيترسن (بالإنجليزية: Jack Petersen)‏ ولد في كارديف سنة 1911 وتوفي في 1990، كان ملاكم محترف ويلزي بدأ مسيرته الاحترافية سنة 1931. فاز ببطولة بريطانيا للملاكمة في الوزن الثقيل مرتين.